# Distrito del Valle del Mulde
El Distrito del Valle del Mulde (en alemán: Muldentalkreis) fue, entre 1994 y 1998, un Landkreis (distrito) ubicado al norte del land (estado federado) de Sajonia, en Alemania. Limitaba al norte con el distrito de Delitzsch, al nordeste y este con el distrito de Torgau-Oschatz, al sudeste con el distrito de Döbeln, al sur con el distrito de Mittweida y al oeste con el distrito de la Comarca de Leipzig. La capital del distrito se encontraba en la ciudad de Grimma.

## Geografía
El territorio del distrito es conocido por sus lagos y ríos, el mayor de los cuales es el Mulde, que da nombre al distrito. El Mulde se forma al sur del distrito, por la confluencia de los ríos Freiberger Mulde y Zwickauer Mulde y recorre el distrito de sur a norte.

## Historia
El distrito se constituyó en 1994, por fusión de los antiguos distritos de Grimma y Wurzen, y fue absorbido el 1 de agosto de 2008 por el nuevo distrito de Leipzig, en el marco de una nueva reforma de la administración territorial de Sajonia.

## Composición del distrito
(Recuento de habitantes a 31 de diciembre de 2006)
| Ciudad 1. Bad Lausick (8.901) 2. Brandis (9.761) 3. Colditz (5.188) 4. Grimma (19.766) 5. Mutzschen (2.319) 6. Naunhof (8.718) 7. Nerchau (4.123) 8. Trebsen/Mulde (4.284) 9. Wurzen (17.832) | Municipios 1. Belgershain (3.529) 2. Bennewitz (5.282) 3. Borsdorf (8.372) 4. Falkenhain (3.937) 5. Großbothen (3.573) 6. Hohburg (3.028) 7. Machern (6.795) 8. Otterwisch (1.543) 9. Parthenstein [Sitz: Großsteinberg] (3.786) 10. Thallwitz (3.889) 11. Thümmlitzwalde [Sitz: Dürrweitzschen] (3.478) 12. Zschadraß [Sitz: Hausdorf] (3.451) |